# Cyr d'Alexandrie

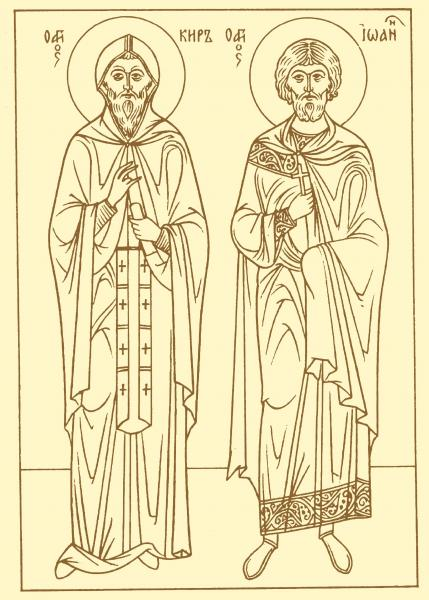
Saints Cyr et Jean (icône orthodoxe).

Saint Cyr d'Alexandrie (en grec Κῧρος et en arabe اباكير ويوحنا ) était un médecin chrétien d’Alexandrie (Égypte), au IVe siècle. Soignant gratuitement tout en évangélisant — ce qui le range dans la catégorie des saints anargyres —, il subit le martyre durant la Grande Persécution (vers 311), en compagnie de son ami, Jean d'Alexandrie, et d’Athanasie avec ses trois filles Théodotè, Théoctistè et Eudoxie.
Les saints Cyr et Jean sont tenus on grande vénération par l’Église copte où ils sont liturgiquement commémorés le 31 janvier.

## Éléments de biographie
Nos informations sur la vie de Cyr (et de son compagnon Jean) reposent sur un dossier hagiographique assez consistant quantitativement, mais non contemporain des faits : trois Vies (BHG 469, l'acéphale 470 et la métaphrastique 471) dont la plus ancienne ne paraît pas antérieure au VIe siècle, trois Discours (BHG 472-474) attribués au patriarche Cyrille d'Alexandrie († 444) qui les aurait composés à l'occasion de la translation de leurs reliques, et un Éloge (BHG 475-476) suivi d'une collection de Miracles (BHG 477-479) tous deux rédigés dans le premier tiers du VIIe siècle par Sophrone, patriarche de Jérusalem († 638 ou 639). Il est très vraisemblable que le médecin anargyre Cyr et le soldat Jean, réunis par la tradition hagiographique, étaient à l'origine sans rapport direct l'un avec l'autre, à supposer que l'on accepte leur historicité. 
Né à Alexandrie, saint Cyr y exerce la profession de médecin. Il y soigne gratuitement les malades, utilisant l’occasion pour leur faire connaître le Christ et les détourner de pratiques superstitieuses païennes. Sa salle de consultation sera plus tard convertie en lieu de culte dédié aux trois jeunes gens, compagnons de Daniel (Dn 5:7) : Shadrach, Meshach, and Abednego.
Sous un Tétrarque qui — si l'on se fie à la Vie BHG 469 (§ 8, PG 87, col. 3681 B) —, est peut-être encore Dioclétien (au pouvoir de 284 à 305), Cyr est dénoncé au préfet de la ville. Quittant alors Alexandrie, il se réfugie à Canope (aujourd’hui Aboukir, ce qui signifie « Père Cyr »). Il y embrasse la vie monastique en optant pour une ascèse rigoureuse.
Trois jeunes filles chrétiennes de Canope, Théodotè, Théoctistè et Eudoxia et leur mère Anastasia ayant été arrêtées, saint Cyr décide de les accompagner à Alexandrie pour les soutenir dans leur foi, et les encourager durant les tourments qu’on leur inflige. Il est arrêté à son tour et mis à mort par décapitation un 31 janvier (peut-être en 311), avec son ami et disciple l'ancien soldat Jean.

## Vénération et culte
Le culte de Cyr et Jean ne s'établit qu'assez tard dans la région censée avoir été le théâtre de leur  martyre. Le martyrion des saints à Ménouthis (près de Canope), qui n'est pas attesté avant le VIe siècle, remplaça manifestement un sanctuaire isiaque clandestin détruit par la foule chrétienne sous l'épiscopat de Pierre Monge, lors des émeutes de 484 dont Zacharie le Scholastique nous a transmis le souvenir dans sa Vie de Sévère d'Antioche (éd. M.-A. Kugener, in Patrologia Orientalis, II.1, 1907, p. 32). Jean Gascou attribue au monastère de la Métanoia de Canope l'initiative de l'implantation du culte.
Peu connu en France, saint Cyr est vénéré à Rome et en Italie. Il a surtout une place importante dans le martyrologe de l’Église copte où, en compagnie de Jean d'Alexandrie, il est tenu en grande estime. On l'honore le 31 janvier (fête principale) et le 28 juin qui commémore la translation (en 412) de leurs reliques de Canope à Alexandrie par le patriarche saint Cyrille.
Saint Cyr a donné son nom à Aboukir — littéralement « Père Cyr » en arabe — (anciennement Canope), lieu où reposèrent longtemps ses restes mortels.